# Chan Lin-er
Chan Lin-er (čínsky pchin-jinem Hán Línér, znaky 韓林兒, † leden 1367) byl jedním z vůdců Povstání rudých turbanů, od roku 1355 císař povstalecké říše Sung. Říši vládl pouze formálně, faktickou moc měl jeho ministr Liou Fu-tchung, od roku 1363 byl pouze loutkou Ču Jüan-čanga.

## Život
Po porážce říše Sung roku 1279 se celá Čína ocitla pod vládou mongolské dynastie Jüan. Číňané nepřijali cizí nadvládu a organizovali odpor proti Mongolům. Nejvýznamnější z protimongolských společností a sekt byl Bílý lotos, tajná buddhistická organizace výrazně ovlivněná manicheismem. Vůdcem Bílého lotosu byl Chan Šan-tchung, otec Chan Lin-era.
Dlouho připravované povstání vypuklo v květnu 1351 ve střední Číně mezi rolníky sehnanými k rekonstrukci hrází na Žluté řece. Chan Šan-tchung se stal vůdcem vzbouřenců, prohlásil se za potomka sungského císaře Chuej-cunga a ztělesnění buddhy Maitréji. Byl ale brzy zajat vládními vojsky a v lednu 1355 popraven. Poté jeho pozici v čele hnutí převzal mladý Chan Lin-er. S podporou Liou Fu-tchunga, nejvlivnějšího z vůdců Rudých turbanů, byl 16. března 1355 v Po-čou (dnes Po-sien v provincii An-chuej) prohlášen císařem obnovené říše Sung. V letech 1357–58 sungská vojska obsadila značná území v Severočínské nížině a Chan Lin-er s vládou přesídlil do dobytého Kchaj-fengu.
Roku 1359 však mongolská armáda uštědřila Sungům řadu porážek a vyhnala je z Kchaj-fengu. Do roku 1362 zůstala ze sungského státu pouze provincie Ťiang-nan ovládaná Ču Jüan-čangem, Chanovi pouze formálně podřízeném, a malé vylidněné území okolo An-fengu, centra jedné z prefektur západu dnešní provincie An-chuej.
V lednu 1363 armáda jiného povstaleckého státu Wu překvapivě zaútočila na An-feng a zabila faktického vůdce sungského režimu Liou Fu-tchunga. Chan Lin-era zachránil výpad vojsk Ču Jüan-čanga. Ču poté bezmocného Chana usadil i s dvorem na svém území nedaleko Nankingu.
V lednu 1367 se Chan Lin-er utopil při plavbě na Jang-c’-ťiang.